# Bob Kaufman
Bob Kaufman (fulde navn: Robert Garnell Kaufman) (født 18. april 1925, død 12. januar 1986) var en amerikansk beatdigter og surrealist inspireret af jazz-musik. I Frankrig, hvor hans lyrik var meget populær, var han kendt som den "amerikanske Rimbaud".
Kaufman var ud af en søskendeflok på 13 og søn af en tysk-jødisk far og en romersk-katolsk sort mor fra Martinique; hans mormor praktiserede voodoo. Da han var 13 år gammel, meldte Kaufman sig til handelsflåden, som han forlod i begyndelsen af 1940'erne for i en kort periode at studere litteratur på The New School i New York. Her mødte han William S. Burroughs og Allen Ginsberg. I 1944 giftede Kaufman sig med Ida Berrocal, som han fik datteren Antoinette Victoria med i 1945. Han flyttede til San Francisco i 1958, hvor han boede stort set resten af livet. Han giftede sig i 1958 med Eileen Singe, som han fik sønnen Parker med. Som mange andre beatforfattere blev Kaufman buddhist.
I 1959 havde Kaufman en lille rolle i filmen The Flower Thief. I 1961 blev han nomineret til den engelske Guinness Poetry Award, men tabte til T. S. Eliot. Han optrådte i "The Tonight Show Starring Johnny Carson" fire gange 1970-1971.
Da han hørte om mordet på John F. Kennedy aflagde Kaufman et buddhistisk tavshedsløfte, som varede indtil Vietnamkrigens slutning i 1973. Han brød tavsheden ved at recitere sit digt All Those Ships that Never Sailed, hvoraf de første linjer lyder:
"All those ships that never sailed
The ones with their seacocks open
That were scuttled in their stalls...
Today I bring them back
Huge and transitory
And let them sail
Forever"

Denne artikel er en oversættelse og bearbejdning af artiklen Bob Kaufman på den engelske Wikipedia. 